# Adeo (Baumärkte)
Adeo S.A. (bis 2007: Groupe Leroy Merlin) in Ronchin betreibt Heimwerker- und Baumärkte in insgesamt 16 Ländern u. a. unter den Marken Leroy Merlin, Weldom, Bricocenter, Aki und Bricoman und gilt als drittgrößter Akteur in der Branche in der Welt und erster in Europa. Die Gruppe gehört der Association Familiale Mulliez der Unternehmerfamilie Mulliez an. 

## Geschichte
Nach dem Ersten Weltkrieg begann Adolphe Leroy Sr., überschüssiges amerikanische Material zu kaufen und zu verwerten. 1923 heiratete sein Sohn Adolphe seine Frau Rose Merlin und eröffnete in Nœux-les-Mines in Nordfrankreich einen Laden namens „Au stock Américain“, in dem sie Baustoffe und sogar Bausatzhäuser verkauften. 1947 wurden im Norden Frankreichs drei neue Geschäfte eröffnet; 1960 wurde die Gruppe in „Leroy Merlin“ umbenannt. Ende der 1970er Jahre zählte das Unternehmen bereits 33 Geschäfte. 1979 beteiligte sich die im Einzelhandel tätige Familie Mulliez.
Die Leroy-Merlin-Gruppe erwarb im Jahr 1994 von der belgischen Louis-Delhaize-Gruppe deren Heimwerkermärkte (Marke Bricoman) und brachte die Marke auch nach Frankreich. 2003 verließ man aber  den belgischen Markt wieder und verkaufte das Geschäft an die niederländische Vendex KBB.
Die spanische und portugiesische Baumarktkette Aki wurde im Jahr 2003 erworben. Weldom und Bricocenter folgten 2005. 2007 wurde die Leroy-Merlin-Gruppe in Adeo umfirmiert, um die Gruppe mit der gleichnamigen Baumarktkette abzugrenzen.

## Geschäftstätigkeiten
- Leroy Merlin: Baumärkte in Frankreich, Spanien, Portugal, Italien, Polen, Russland, Ukraine, Brasilien, Griechenland, Zypern und Rumänien. Leroy Merlin besitzt auch Castorama in Italien sowie William Obrist.
- Leroy Merlin (Italien): ehemalige Tochter von Castorama (Kingfisher) in Italien.
- Bricoman: Heimwerker-Discounter in Frankreich, Spanien, Polen und Italien.
- Weldom: Geschäfte für kleine und mittlere Handwerksbetriebe in Frankreich.
- Bricocenter: Baumärkte in Italien.
- Kbane: Spezialisiert auf nachhaltige Wohnlösungen und erneuerbare Energien.
- Saint-Maclou: Spezialisiert auf den Vertrieb und die Verlegung von Bodenbelägen.

In Frankreich ist die Adeo-Gruppe das führende Unternehmen im Heimwerkersektor mit 35 % Marktanteil im Jahr 2011, vor der Kingfisher-Gruppe (Castorama und Brico Dépôt, 34 %), Mr Bricolage (11, 3 %), Bricomarché (10,6 %) und Bricorama.